# Бертонсвілл (Меріленд)
Бертонсвілл (англ. Burtonsville) — переписна місцевість (CDP) в США, в окрузі Монтгомері штату Меріленд. Населення — 9498 осіб (2020).

## Географія
Бертонсвілл розташований за координатами 39°7′16″ пн. ш. 76°56′12″ зх. д. / 39.12111° пн. ш. 76.93667° зх. д. (39.121038, -76.936616).  За даними Бюро перепису населення США в 2010 році переписна місцевість мала площу 21,24 км², з яких 20,27 км² — суходіл та 0,98 км² — водойми.

## Демографія
Згідно з переписом 2010 року, у переписній місцевості мешкали 8323 особи в 2708 домогосподарствах у складі 2186 родин. Густота населення становила 392 особи/км².  Було 2791 помешкання (131/км²).
Расовий склад населення:
| - 38,3 % — чорних або афроамериканців - 33,3 % — білих - 20,4 % — азіатів - 0,3 % — корінних американців - 3,9 % — осіб інших рас |

До двох чи більше рас належало 3,7 %. Частка іспаномовних становила 8,9 % від усіх жителів.
За віковим діапазоном населення розподілялося таким чином: 26,7 % — особи молодші 18 років, 65,7 % — особи у віці 18—64 років, 7,6 % — особи у віці 65 років та старші. Медіана віку мешканця становила 37,3 року. На 100 осіб жіночої статі у переписній місцевості припадало 89,6 чоловіків;  на 100 жінок у віці від 18 років та старших — 83,8 чоловіків також старших 18 років.
Середній дохід на одне домашнє господарство  становив 124 534 долари США (медіана — 110 980), а середній дохід на одну сім'ю — 139 985 доларів (медіана — 117 400). Медіана доходів становила 70 068 доларів для чоловіків та 56 500 доларів для жінок. За межею бідності перебувало 4,0 % осіб, у тому числі 8,3 % дітей у віці до 18 років та 8,5 % осіб у віці 65 років та старших.
Цивільне працевлаштоване населення становило 5286 осіб. Основні галузі зайнятості: освіта, охорона здоров'я та соціальна допомога — 30,4 %, науковці, спеціалісти, менеджери — 16,7 %, публічна адміністрація — 10,6 %, фінанси, страхування та нерухомість — 8,8 %.